# 遥士伸
遥 士伸（はるか しのぶ、1969年 - ）は、日本の小説家。宮城県仙台市出身。東北大学卒業。架空戦記を主に執筆する。2002年に『修羅の戦艦「大和」』でデビュー。

## 作品リスト
- 修羅の戦艦『大和』（2002年）
- 『大和』『武蔵』 大艦巨砲の双頭、かく戦えり（2003年）
- イージス戦艦「大和」2007 （2003年 - 2004年）
  - イージス戦艦「大和」（2006年）
  - イージス戦艦「大和」（上・下）（2008年）
  - イージス戦艦「大和」（上・下）（2017年）
- 帝国崩壊（2004年）
- 時空連合自衛隊（2005年 - 2006年）
  - 超時空自衛隊（2008年）
  - 超時空自衛隊（2017年）
- 真･日本艦隊（2007年）
  - 時空自衛軍1947（2009年）
- 超次元自衛隊（2008年）
- 異時空自衛隊（2009年）
- 超機密自衛隊（2010年）
- 超時空世界大戦（2011年）
- 零の凱歌（2012年）
- ゼロの凱歌（2013年）
- 新太平洋戦争 大和出撃（2014年）
- 蒼空の覇者（2014年 - 2015年）
- 鈍色の艨艟（2015年 - 2016年）
- 孤高の日章旗（2017年）
- パシフィック・レクイエム（2018年）
- 百花繚乱の凱歌（2019年 - 2020年）
- 八八自衛艦隊（2020年）